# Petr Ouředníček
Petr Ouředníček (ur. 1 czerwca 1989 w Brnie) – czeski wioślarz.

## Osiągnięcia
- Mistrzostwa Świata Juniorów – Pekin 2007 – czwórka podwójna – 10. miejsce[1].
- Mistrzostwa Świata U-23 – Račice 2009 – jedynka – 16. miejsce[1].
- Mistrzostwa Świata U-23 – Brześć 2010 – czwórka podwójna – 4. miejsce[1].
- Mistrzostwa Europy – Montemor-o-Velho 2010 – czwórka podwójna – 7. miejsce[1].